# 山男

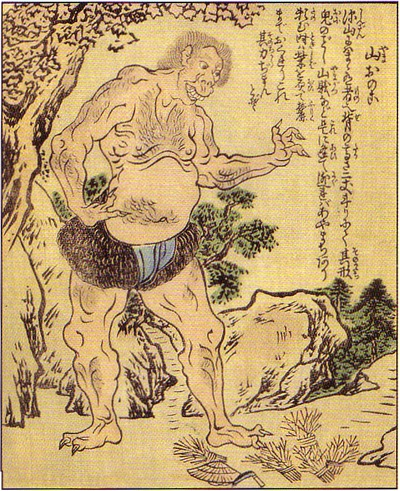
竹原春泉画『絵本百物語』より「山男」

山男（やまおとこ）は、日本各地の山中に伝わる大男の妖怪。中世以降の怪談集、随筆、近代の民俗資料などに記述がある。山人（やまびと）、大人（おおひと）などの呼称もある。

## 概要
外観は、多くは毛深い半裸の大男とされる。言葉は、土地によって話す、まったく話さないなど異説がある。人を襲ったり、これに出遭った人は病気になるなど人間に有害な伝承もあるが、基本的には友好的で、人間に対して煙草や食べ物など少量の報酬で、荷物を運んだり木の皮を剥いだりといった大仕事を手伝ってくれるという。柳田國男によれば、山男との遭遇談は、日本の概ね定まった10数ヶ所の山地のみに伝えられており、小さな島には居ないという。

## 各地の伝承

### 静岡県
江戸時代の奇談集『絵本百物語』によれば、遠州秋葉（現 静岡県浜松市）におり、身長は約2丈、木こりの荷物運びを助けて里近くまで同行し、手伝いを終えるとまた山へ帰って行くという。礼を与えようとしても金銭は受け取らず、酒なら喜んで受け取ったという。言葉は通じないが、身振り手振りで言葉を伝えることができ、それら身振りなどを憶えるのは非常に早いという。あるときに遠州の又蔵という者が、病人のために医者を呼びに行く途中、誤って谷に落ち、足を痛めて身動きがとれなくなった。そこへ山男が現れ、又蔵を背負って医者のところまで辿り着くと、かき消えるように姿を消した。後に又蔵が礼の酒を持って谷を訪れたところ、山男が2人現れ、喜んで酒を飲んで立ち去ったという。
柳田國男によれば、近世の史料における山男記事は駿府と土佐のものが最も古く、この2国はまた明治期に至るまで山人の足跡の甚だ多い地方であるという。柳田は後述の「東武談叢」と「土州淵岳志」における記録を、近世の山男記事として紹介している。
「東武談叢」によれば、慶長14年4月4日、駿府御殿の庭に、破れた着物を着て四肢に指がなく青蛙を食べる乱れ髪の男がどこからともなく現れた。居所を尋ねると、手で天を指すのみであった。徳川家康の側近はこの男を殺そうとしたが、家康が殺すなと命じたため城外に放たれ、その後の行方は分からなくなった。

### 高知県
「土州淵岳志」によれば、寛永19年の春に豊永郷の深山から「山ミコ」という大きな男が高知へ連れて来られたという。身体の肉付きは逞しく、食物を与えると何でも食べ、年齢は60歳くらいに見えた。この男は2、3日後に元の場所へ返された。

### 新潟県

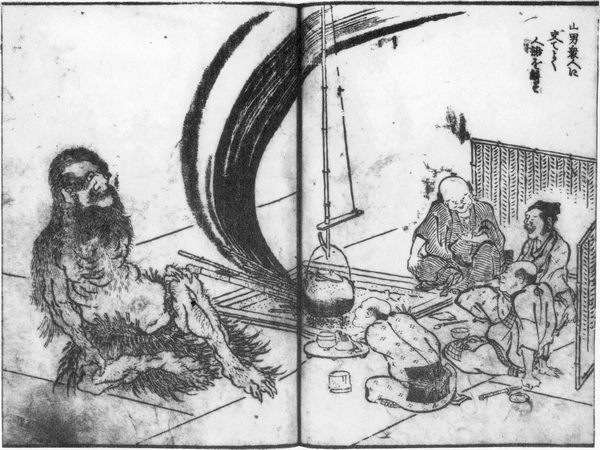
『北越奇談』より「山男衆人に交（まじわり）てよく人語を解す」。葛飾北斎画。

北陸地方の奇談集『北越奇談』にも、人間と山男の交流の記述がある。越後国高田藩（現 新潟県上越市近辺）で山仕事をしている人々が夜に山小屋で火を焚いていると、山男が現れて一緒に暖をとることがよくあったという。身長は6尺（約180センチメートル）、赤い髪と灰色の肌のほかは人間と変わりない姿で、牛のような声を出すのみで言葉は喋らないものの、人間の言葉は理解できたという。裸身で腰に木の葉を纏っているのみだったので、ある者が獣の皮を纏うことを教えたところ、翌晩には鹿を捕えて現れたので、獣皮の作り方を教えてやったという。
「北越雪譜」第二編巻四によれば、天保年間より40〜50年前の頃、越後魚沼郡堀之内から十日町に通じる山道を通りかかった竹助という者が午後4時頃に道の側に腰かけて焼飯を食べていると、谷あいから猿に似たものが現れた。その背丈は普通の人より高くはなく、顔は猿のようには赤くなく、頭の毛が長く背に垂れていた。害をなす様子はなく、焼飯を求めるそぶりをするので竹助が与えると嬉しそうに食べた。この者は竹助の荷を肩に掛けて山道を先に立って歩き、1里半ほど行って池谷村に近くなったところで荷を下ろして素早く山へ駆け登った。その当時は山で仕事をする者が折々この「異獣」を見たという。柳田國男は「北越雪譜」のこの記事を、山人が米の飯に心を引かれた例であるとしている。

### 神奈川県
津村淙庵による随筆『譚海』によれば、相洲箱根（現 神奈川県足柄下郡）にいる山男は、裸体に木の葉や樹皮の衣を纏い、山中で魚を獲り、里で市のある日には里人のもとへ持ち帰って米に替えたという。住処を確かめようと後を追っても、絶壁すらない山道を飛ぶように去ってゆくため、決して住処をしることはできないという。小田原の城主はこれに対し、人間に害をなすものではないので銃で撃つことなどないようにと制していたため、この山男に敢えて危害を加えようとする者はいなかったという。

### 青森県・秋田県
青森県の赤倉岳では大人（おおひと）と呼ばれた。相撲の力士よりも背の高いもので、山から里に降りることもあり、これを目にすると病気になるという伝承がある一方、魚や酒を報酬として与えることで農業や山仕事などを手伝ってくれたという。弘前市の伝承によれば、かつて大人が弥十郎という男と仲良しになって彼の仕事を手伝い、さらに田畑に灌漑をするなどして村人に喜ばれたが、弥十郎の妻に姿を見られたために村に現れなくなり、大人を追って山に入った弥十郎も大人となったという。当時の村人たちはこの大人を鬼と考えており、岩木町鬼沢（現・弘前市）の地名はこれに由来する。現地にある鬼神社は、村人が彼らの仕事ぶりを喜んで建てたものといわれ、彼らが使ったという大きな鍬が神体として祀られている。三戸郡留崎村荒沢の不動という社には、山男がかつて使用したといわれる木臼と杵があり、これで木の実を搗いて山男の食料としたという。
秋田県北部でも山男を山人（やまびと）または大人といい、津軽との境に住むもので、煙草を与えると木の皮を集める仕事を手伝ってくれたといわれる。

### 岩手県
柳田國男の『遠野物語』には山男と山女の民話が多数紹介されており、山人という呼称も用いられている。

### 宮崎県
明治20年頃、日向国南部某村の身上という人が山に入って「異人」に会った。その者の姿は白髪の老人で、腰から上は裸体、腰に帆布のような物を纏っており、にこにこと笑いながら近寄ってきた。身上は狩猟用の刀の柄に手をかけて「来ると打つぞ」と怒鳴ったが、その者は頓着せず、なお笑いながら近寄ってくるので怖ろしくなり、山を逃げ下りた。それから1ヶ月ほど後、同じ村の若者がこの山に入ってキジを見つけ、鉄砲の狙いを定めて撃とうとすると、横から近寄ってこの人の右腕を柔らかく叩く者があった。それは白髪の「異人」であり、にこにこと笑いかけてきた。若者は怖ろしさで気が遠くなり、その場に立ち続けていたところを里人に発見された。柳田國男はこれを、山人が「我々」と親しくなろうとする態度を示した例であるとしている。

## 正体の諸説
山男の正体については、前述の『絵本百物語』では山の気が人の形をとったものともあるが、妖怪研究家・多田克己は、江戸時代の百科事典『和漢三才図会』にある山わろ、玃、山精、魍魎などが混同された結果として生まれた妖怪像とのほか、ヒマラヤ山脈の雪男（イエティ）と同様、絶滅種類人猿のギガントピテクスの生き残りとの仮説も立てている。
柳田國男は1913年に、山人は日本に昔繁栄していた先住民の子孫であると信ずると述べ、1917年には「山人即ち日本の先住民」はもはや絶滅したという通説には同意してよいとしつつも、「次第に退化して、今尚山中を漂白しつゝあった者」が、ある時代までは必ず居たと推定されるとした。また、山人を鬼と関連付けて論じていた。南方熊楠は1916年の柳田宛書簡において、柳田の言う山人は、ただ特種の事情によってやむを得ず山に住み、時勢遅れの暮らしをして世間に遠ざかっている人間の男（または女）というほどのことだと述べている。南方は、自身の考える「真の山男」は「学術的に申さば、原始人類ともいうべきもの」であり、それは中国でいう山𤢖、木客の類であるとし、その存在説は日本以外にも多いけれども、その多くは大きな猴（サル）類を誤って伝えたものであるとした。
また妖怪研究家・村上健司によれば山姫（山女）と同様、普通の人間が精神に異常を来たして山男となった例も少なくなかったとされる。

## 比喩
山の中に居住している男性や、林業・猟師・山岳救助など主に山の中で行う仕事に従事する男性、男性登山家など頻繁に山に入る男性を「山男」と呼ぶことがある。

## 山男にちなんだ作品
小説
- 京極夏彦『山男』（後巷説百物語に収録）